# Атанас Христосков
Атанас Христосков e български режисьор и сценарист, роден на 5 септември 1976 г. Син е на проф. Йордан Христосков. Дебютният му филм, Номер 1, е носител на наградата „Златна роза“, Варна 2011 г., за най-добър български игрален филм.